# Simone Peterzano

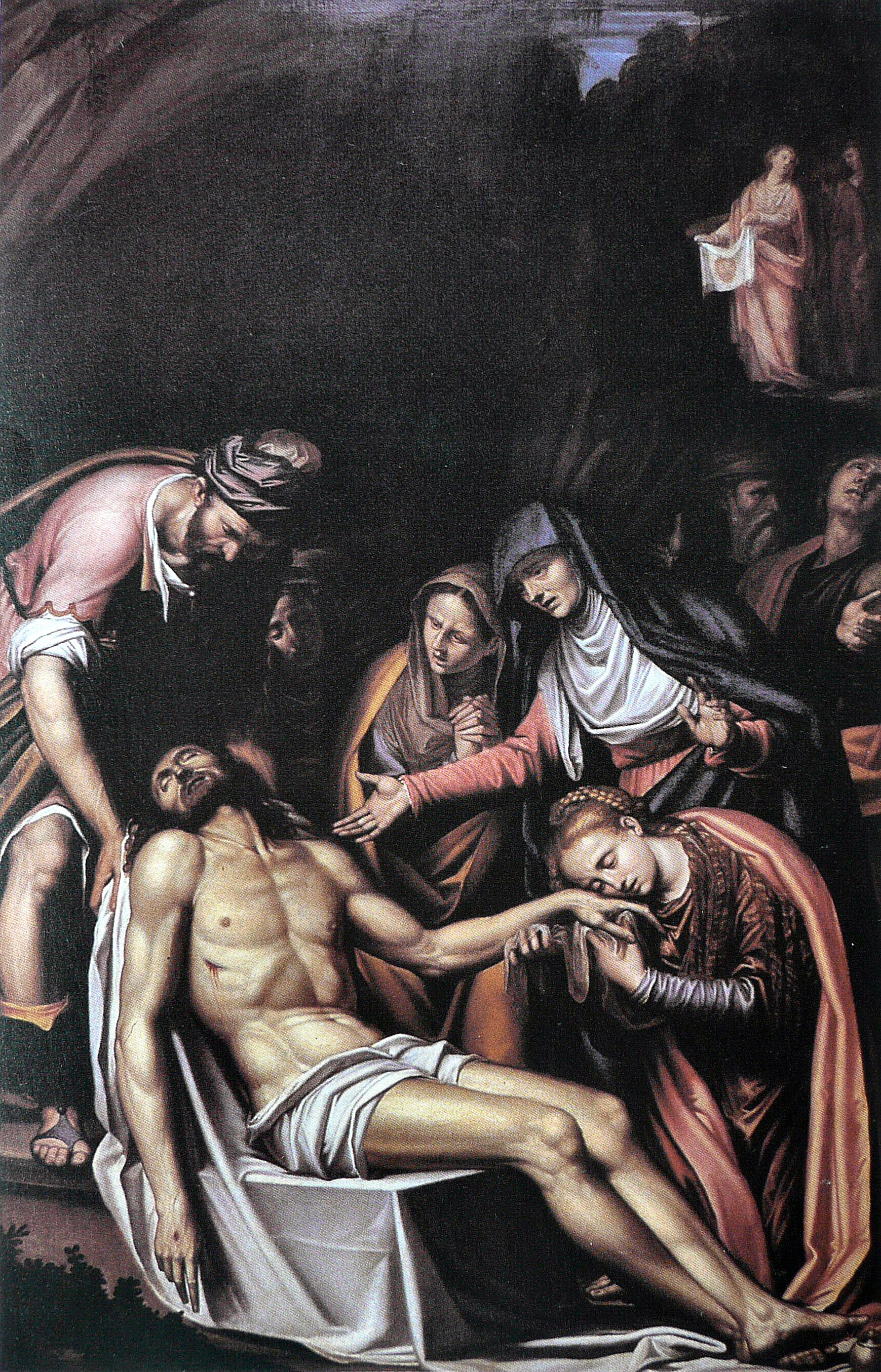
Pietà, conservée à l'église San Fedele, Milan

Simone Peterzano (Bergame, 1540 - Milan, 1596) est un peintre italien du maniérisme tardif de l'école lombarde.

## Biographie
Il a été l'élève du Titien à Venise et signe Titiani alunnus (élève de Titien).
Peintre habile, il reste soucieux de respecter le style réaliste prôné par la Contre-Réforme.
Il est surtout connu pour avoir été le maître de Michelangelo Merisi da Caravaggio, dit Le Caravage, entre 1584 et 1592.

## Œuvres
- Intérieur du mur de façade de l'église San Maurizio al Monastero Maggiore (1573), Milan
- Histoires des saints Paul et Barnabé, église San Barnaba, Milan
- Pietà (it), conservée à l'église San Fedele, Milan
- Pentecoste, pour l'église San Paolo Converso, conservée à Sant'Eufemia, Milan
- Fresques du presbytère et du chœur de la Chartreuse de Garegnano (entre 1578 et 1582)
- Histoire de Saint Antoine de Padoue, fresques église Sant'Angelo, Milan
- Sant'Ambrogio tra i Santi Gervaso e Protaso (1592), retable au Dôme de Milan, maintenant à la pinacothèque Ambrosienne.
- Annonciation et Assomption, église Santa Maria della Passione, Milan
- La Madonna col Bambino tra i santi Benedetto, Mauro, Giustina e Caterina, retable de la paroissiale S. Maurizio à Bioggio (Tessin)
- Crucifixion, retable de la Collegiata de Bellinzone
- L'Annonciation, huile sur toile, musée Jeanne-d'Aboville de La Fère

Sujets profanes :
- Angélique et Médor, collection privée
- Venere e un satiro, pinacothèque de Brera, Milan

## Sources
- (it) Cet article est partiellement ou en totalité issu de l’article de Wikipédia en italien intitulé « Simone Peterzano » (voir la liste des auteurs).